# Georg Dardenne
Georg Dardenne (* 14. Januar 1959) ist ein ehemaliger deutscher Fußballschiedsrichter.
Der aus Nettersheim stammende Dardenne stand von 1987 bis 2000 auf der DFB-Schiedsrichterliste. In dieser Zeit leitete er 51 Spiele in der 2. Fußball-Bundesliga und von 1989 bis 2000 insgesamt 121 Spiele der Fußball-Bundesliga; hinzu kommen 15 Spiele im DFB-Pokal. Von 1994 bis 1999 war Dardenne auch FIFA-Schiedsrichter; er leitete in dieser Zeit 12 Europacupspiele und 6 A-Länderspielpartien.
Hauptberuflich ist Dardenne als Jurist und selbständiger Versicherungskaufmann tätig.